# Endolit

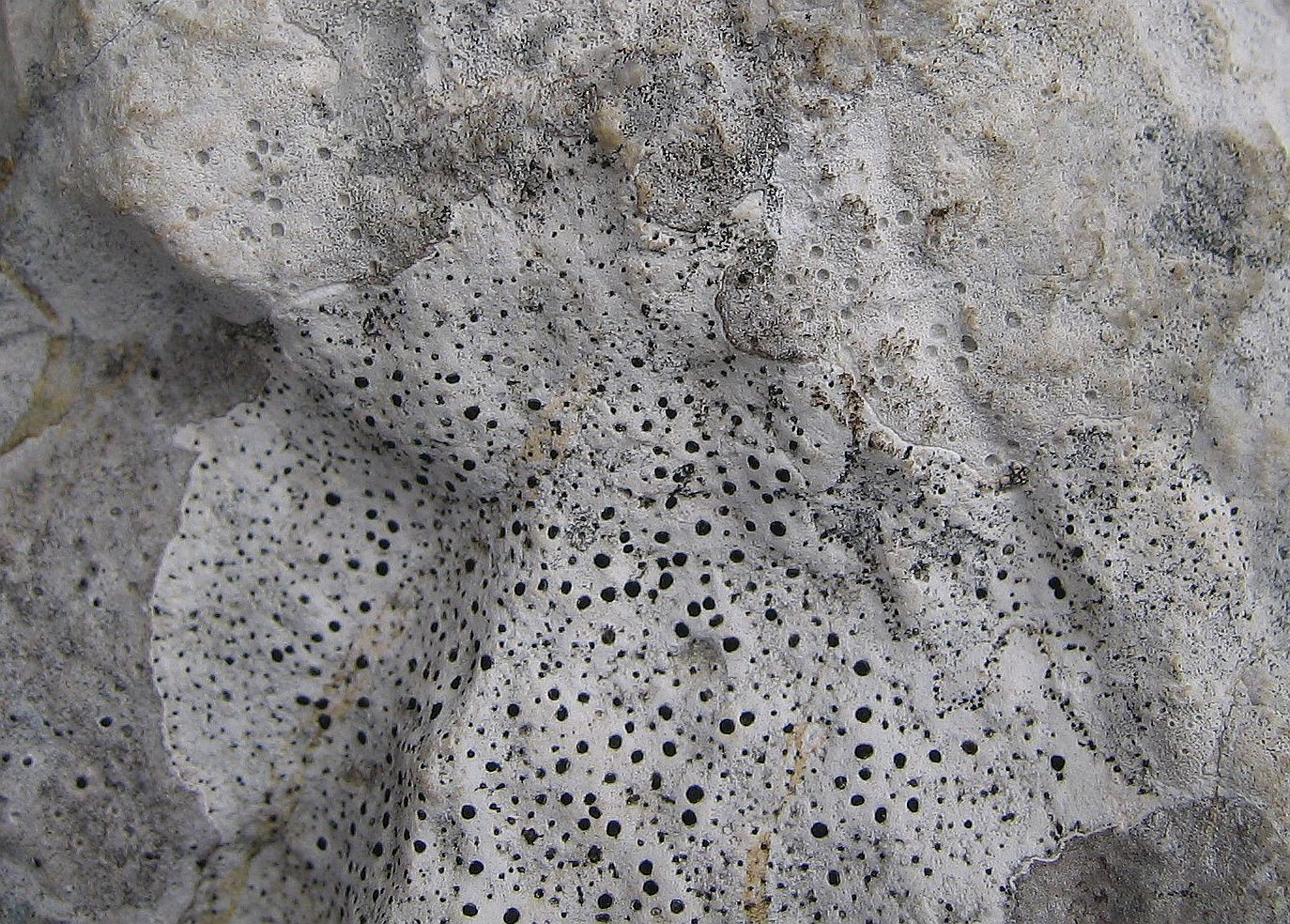
Endolitlav av släktet Verrucaria.

Endoliter är organismer (arkéer, bakterier, svampar, lavar, alger eller amöba) som bor inuti bergarter, korall, snäckor, eller i porerna mellan mineralkorn av en sten. Många är extremofiler, som bor på platser man tidigare trott ogästvänlig för liv. Endoliter har påträffats så djupt som tre kilometer under jordytan, men också i ytnära stenar i extremt torra och kalla områden, som på Antarktis. De är av särskilt intresse för astrobiologer, som teoretiserar att endolitiska miljöer på Mars och andra planeter utgör potentiella refugier efter utomjordiska mikrobiella samhällen.

## Undergrupper
Uttrycket "endolit", som definierar en organism som koloniserar det inre av någon form av sten, har ytterligare delas in i tre underklasser:
Chasmoendolitkoloniserar sprickor och sprickor i berget (chasm = klyfta)
Kryptoendolitkoloniserar strukturella håligheter i porösa bergarter, inklusive hålrum producerade och övergivna av euendoliter (krypto = dold)
Euendolittränger aktivt i det inre av stenar och bildar tunnlar som överensstämmer med formen på sin kropp

## Miljö
Endoliter har hittats i berg ner till ett djup av 3 kilometer, men det är okänt om det är deras gräns (på grund av kostnaderna för att gräva så djupt). Det främsta hotet mot deras överlevnad verkar inte bero på trycket vid en sådan djup, men den ökade temperaturen. Att döma av hypertermofila organismer, är temperaturgränsen vid cirka 120°C (strain 121 kan föröka vid 121°C), vilket begränsar det möjliga djupet till 4-4,5 km nedanför jordskorpan, och 7 eller 7,5 km under havsbotten. Endolitiska organismer har också påträffats i ytan av bergarter i regioner med låg luftfuktighet (hypolit) och låg temperatur (psykrofil), inklusive McMurdos torrdalar och permafrost i Antarktis, Alperna och Klippiga bergen.

## Överlevnad
Endoliter kan överleva genom att äta på spår av järn, kalium, eller svavel. (Se litotrof.) Huruvida de metaboliserar dessa direkt från det omgivande berget, eller snarare utsöndrar en syra för att lösa upp dem först, återstår att se. The Ocean Drilling Program hittade mikroskopiska spår av basalt från Atlanten, Indiska Oceanen och Stilla Havet som innehåller DNA. Fotosyntetiska endoliter har också upptäckts.
Eftersom vatten och näringsämnen är ganska glesa i miljön runtom endoliten har de en mycket långsam fortplantningscykel. Tidiga data tyder på att en del bara celldelar sig en gång vart hundrade år. Det mesta av deras energi går åt att reparera cellskador orsakade av kosmisk strålning eller racemisering, och väldigt lite är tillgängligt för reproduktion eller tillväxt. Man tror att de klarar långa istider på detta sätt, framväxande när temperaturen i området värms.

## Slime
Eftersom de flesta endoliter är autotrofa, kan de generera organiska ämnen som är nödvändiga för deras överlevnad på egen hand från oorganisk materia. Vissa endoliter har specialiserat sig på att äta sina autotrofa släktingar. Mikro-biotopen där dessa olika endolitiska arterna lever tillsammans har kallats Subsurface Lithotrophic Microbial Ecosystem (SLiME).